# 인천직업전문학교
인천직업전문학교는 인천시 미추홀구 주안동에 위치(주안역 도보3분 이내)
국민내일배움카드(계좌제, 국가기간전략산업직종, 일반고특화, 과정평가형, 산업구조변화대응특화훈련 등) 외 중장년 새출발 카운슬링, 여성가족부 내일이룸학교 등 국비 전문 훈련기관
’실사구시‘라는 교육목표 아래 기업 중심의 교육 서비스, 실습 위주의 감동교육을 실천

## 연혁
- 2022년  : 국무총리표창 수상
- 2016년~2018년 : 노동부 우수훈련기관 선정
- 2017년 : 인천직업전문학교 주안캠퍼스 개교
- 2014년 : 실업자 재취업 교육 인천대학교 제물포 캠퍼스 이관
- 2013년 : 노동부 기관평가 최우수 'A' 인증
- 2012년 : 노동부장관 표창『일자리 창출 공로』
- 2009년 : 국무총리 표창 수상
- 2009년 : 국가평생교육진흥원 학점은행제 실시
- 2006년 : 한국산업인력공단 이사장상 표창
- 2006년 : 노동부 기관평가 3년 연속 'A' 인증
- 2005년 : 노동부 기관평가 전국 2위 'A' 인증
- 2004년 : 노동부 기관평가 최우수 'A' 인증
- 1998년 : 개교

## 같이 보기
- 인천실용전문학교

## 교육편제
변화하는 산업구조에 맞게 대응하며, 다양한 교육사업을 실시
- 일반고특화  / 국가기간전략산업 직종 / 과정평가형 / 재직(근로자)자 향상
- 내일이룸학교
- 산업변화대응특화훈련
- 중장년 새출발 카운슬링

## 운영과정
- 4차산업계열
- 기계설계계열
- 뷰티미용계열
- 디자인계열